# Poul Martin Møller

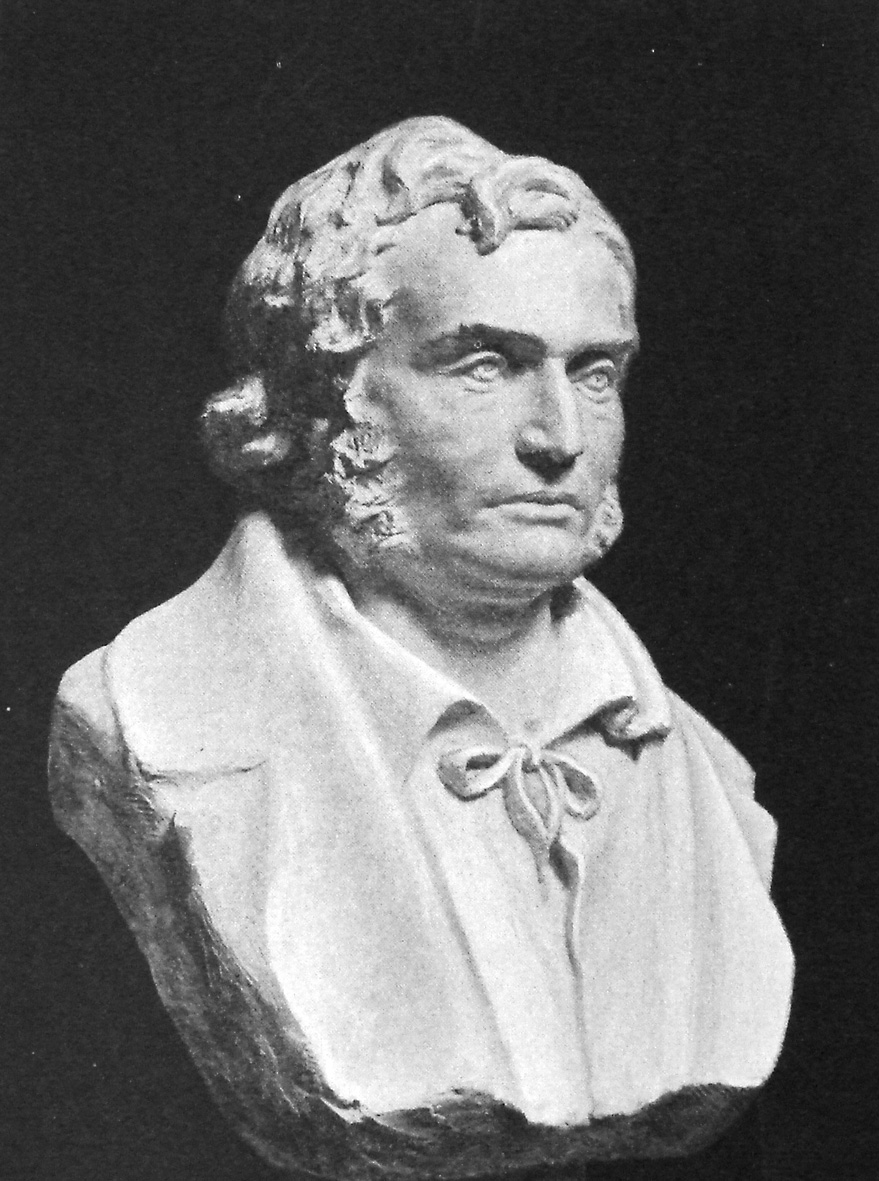
Poul Martin Møller, byst gjord av Louis Hasselriis.

Poul Martin Møller, född 21 mars 1794, död 13 mars 1838, var en dansk poet och filosof, son till biskopen i Lollands stift Rasmus Møller. 
Møller blev teologie kandidat 1816 och studerade samtidigt estetik. Han skrev redan 1817 den nordiska berättelsen Eivind Skaldaspilder samt flera dikter (Torbisten og Fluen, Jægervise). I de litterära strider, som då sysselsatte den danska allmänheten, deltog Møller ivrigt och ställde sig tydligt på Oehlenschlägers sida emot Baggesen (Om Jenses Lidenhed). År 1819 for han som skeppspräst till Kina och skrev under denna resa sin av hemlängtan uppfyllda dikt Glæde over Danmark. Efter sin hemkomst, 1821, studerade han filologi, blev adjunkt vid Metropolitanskolan i Köpenhamn och utgav 1825 en översättning av Odysséens sex första sånger. Vid sidan därav deltog han ivrigt i studentlivet, och skrev för detta flera sånger. 
Møller fullföljde dock inte språkstudierna, utan koncentrerade sig i stället på filosofi och utnämndes till lektor 1826 och professor 1828 vid universitetet i Kristiania. År 1831 flyttade han till en liknande post vid universitetet i Köpenhamn. Från denna tid föreligger hans avhandling Om Muligheden af Beviser for Sjælens Udødelighed (1837), som präglas av sorg efter hans unga hustrus bortgång, samt utkast till föreläsningar om den grekiska filosofins historia och diverse filosofiska ämnen. Hegels filosofi, som dominerade hans samtid, lämnade han gradvis, driven av ett behov av klarhet och naturlighet. Møller var inte särskilt produktiv men likväl en av de mest betydande och särpräglade företeelserna i den danska litteraturen. Han var främmande för all svulst och förkonstling.